# Ölpumpe
Eine Ölpumpe ist eine Pumpe, die Öl in irgendeiner Form durch ein Leitungssystem bewegt oder befördert. Solche Ölpumpen sind je nach technischer Anwendung völlig verschiedene Arten von Pumpen.
In chemischen Laboratorien wird die Bezeichnung Ölpumpe allerdings für eine mit Schmieröl arbeitende Drehschieberpumpe, die zur Erzeugung von Grobvakuen eingesetzt wird, verwendet.

## Schmierung

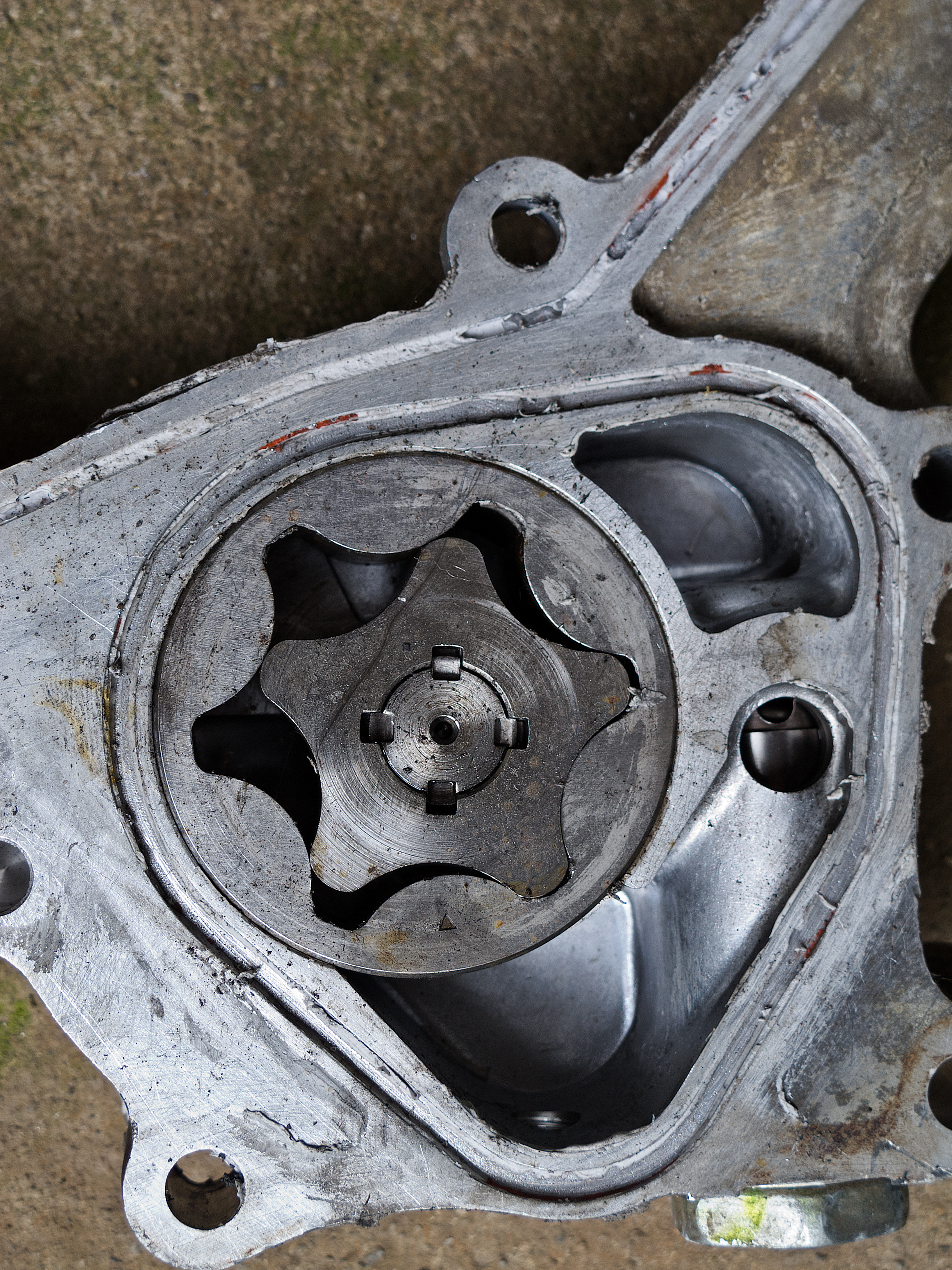
Gerotorpumpe als Ölpumpe aus einem Toyota

Öle sind auch Schmiermittel, die mit einer Ölpumpe zugeführt werden können. Geeignet sind Dosierpumpen oder Druckpumpen (Kolbenpumpen oder Zahnradpumpen), Letztere für den Betrieb von hydrodynamischen Gleitlagern, die sich zum Beispiel im Verbrennungsmotor befinden.
Im Ölkreislauf einer Motorschmierung folgt der Pumpe zuerst ein Ölfilter, der die vom Motor erzeugten festen Verbrennungsrückstände und durch Verschleiß entstehende Metallteilchen zurückhält. Das Motoröl wird dann an die einzelnen Schmierstellen, wie Gleitlager und die Kurbelwelle, verteilt und danach wieder in der Ölwanne gesammelt, aus der es erneut herausgepumpt wird.
Es gibt beim Verbrennungsmotor oft Hydrostößel für den Ventiltrieb, die auch über das Motoröl betätigt werden. So kann die Ölpumpe auch gleichzeitig eine Hydraulikpumpe (siehe unten) sein. Ausgeführt werden Ölpumpen bei Motoren meist als Zahnradpumpen, sonst als Gerotorpumpe (Eatonpumpe) oder als Flügelzellenpumpe.

## Hydraulik
Wenn mit Öl mechanische Arbeit verrichtet werden soll bzw. wenn Öl zur Kraftübertragung im Sinne der Hydraulik genutzt wird, muss mit einer Pumpe der nötige Druck aufgebracht werden. Diese wird in einigen Fällen auch Ölpumpe genannt.
Verwendet und auch so bezeichnet werden Ölpumpen beispielsweise bei Diesellokomotiven. Sie werden für den Antrieb von Lüftern bei der Motorkühlung genutzt. Die Ventilatoren haben Ölmotoren, die über ein Leitungssystem an die Ölpumpe angeschlossen sind. Sie wird vom Hauptdiesel der Lokomotive angetrieben und setzt hydraulisch die Lüfter in Bewegung. Solche Antriebe nennt man hydrostatisch.
Auch zur Leistungsübertragung im Antriebsstrang wird die Hydraulik bei vielen Diesellokomotiven und -triebwagen genutzt. Dazu werden Turbine und Pumpe in einem gemeinsamen Gehäuse untergebracht, die Leistungsübertragung erfolgt dann hydrodynamisch über die Massenkräfte des in Rotation versetzten Mediums.

## Erdölförderung
Wenn das Erdöl einer Lagerstätte wenig Druck hat, muss es mit Ölpumpen an die Oberfläche gebracht werden. Diese werden auch als Tiefpumpen oder Pferdekopfpumpen bezeichnet. Eingesetzt werden sie zum Beispiel bei der Erdölförderung in Deutschland.